# Союз МС-10
«Союз МС-10» — здійснений 11 жовтня 2018 року запуск корабля з двома космонавтами на борту, під час якого було заплановано доставити їх до Міжнародної космічної станції для участі в експедиції МКС-57/58. Під час зльоту сталася аварія, капсула з космонавтами екстрено повернулася на Землю. Це був 137-й пілотований політ корабля «Союз», 1-й політ котрого відбувся в 1967 році.

## Екіпаж
Спочатку було заплановано, що екіпаж старту складатиметься з трьох космонавтів. Проте згодом було прийнято рішення, що на борту корабля до МКС полетять двоє космонавтів, а екіпаж посадки складатиметься з трьох осіб — до екіпажу приєднається космонавт із ОАЕ Хазза ель Мансоурі, який прилетить до МКС на 10 днів на кораблі Союз МС-12. На місце третього члена екіпажу в Союзі було розміщено контейнер із вантажем.

### Основний екіпаж старту
- Роскосмос Олексій Овчинін (2-й космічний політ) — командир екіпажу;
- (НАСА) — Тайлер Хейг (1) — бортінженер.

### Дублери
- Роскосмос Олег Кононенко (4-й космічний політ) — командир екіпажу;
- КАА Давид Сен-Жак (1-й космічний політ) — бортінженер.

### Екіпаж посадки
- Роскосмос Олексій Овчинін (2-й космічний політ) — командир екіпажу;
- (НАСА) — Тайлер Хейг (1) — бортінженер.
- Хазза ель Мансоурі, (1) — бортінженер.

## Запуск та аварія
Запуск здійснено 11 жовтня 2018 року о 08:40 (UTC) з космодрому «Байконур». На 119-й секунді після старту при відділенні бічних блоків першого ступеня від центрального блоку другого ступеня ракети-носія відбулося аварійне вимкнення двигунів другого ступеня ракети. Спрацювала система аварійного порятунку: корабель відокремився від ракети, розділився на відсіки, потім спрацював аварійний парашут. Спускна капсула разом із членами екіпажу здійснила екстрене приземлення на території Казахстану за 402 км від місця старту та 25 км від м. Жезказган. Під час балістичного спуску космонавти відчули перевантаження до 6,7 g. Вони залишилися живі й не отримали значних ушкоджень. Невдовзі до місця приземлення прибули рятувальники, які доставили космонавтів спочатку до м. Жезказган, потім — до Байконуру, де вони зустрілися зі своїми сім'ями.

## Розслідування
Для розслідування причин аварії було створено комісію, яка офіційно повідомила про результати 1 листопада. Було визнано, що причиною аварії стало позаштатне відділення одного з бічних блоків (блок «Д»), який ударив носовою частиною центральний блок (блок «А») в районі паливного бака, що призвело до його розгерметизації та, як наслідок, до втрати стабілізації ракети. Причиною позаштатного відділення стала кришка сопла відводу окисника боку «Д», яка не відкрилася через деформацію штока датчика контакту розділення (вигин на 6˚45‘). Деформація була допущена під час збирання ракети на космодромі Байконур, тому причина аварії носить експлуатаційний характер.

## Галерея

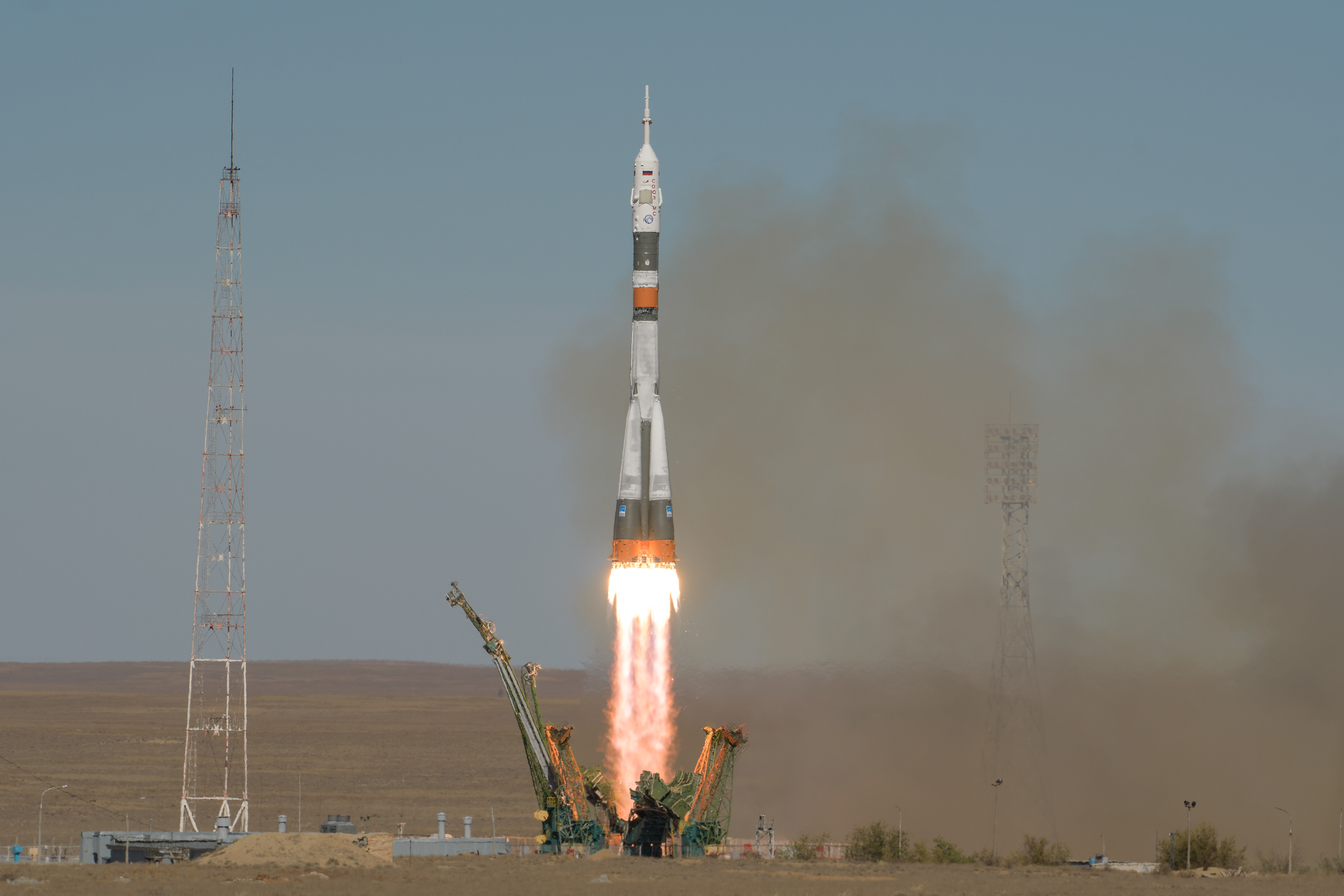
Запуск корабля
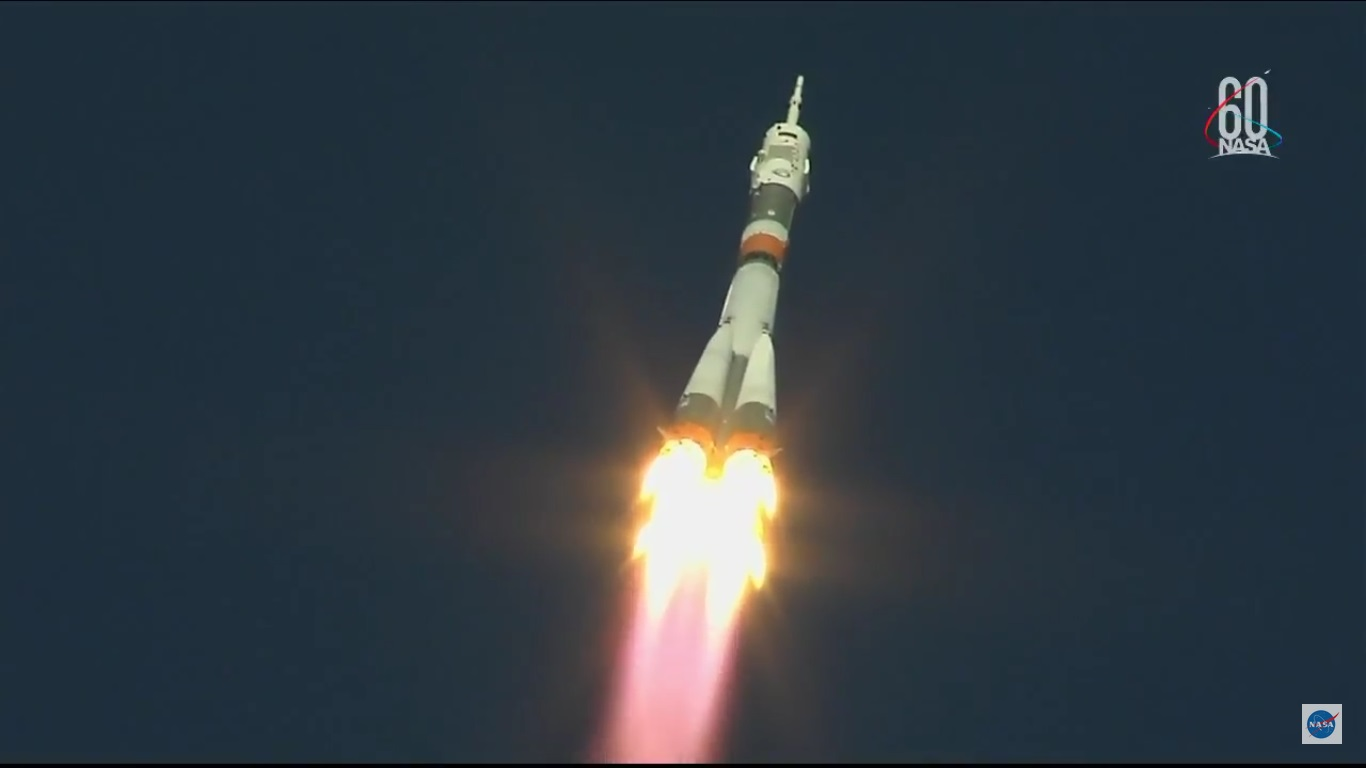
Політ корабля
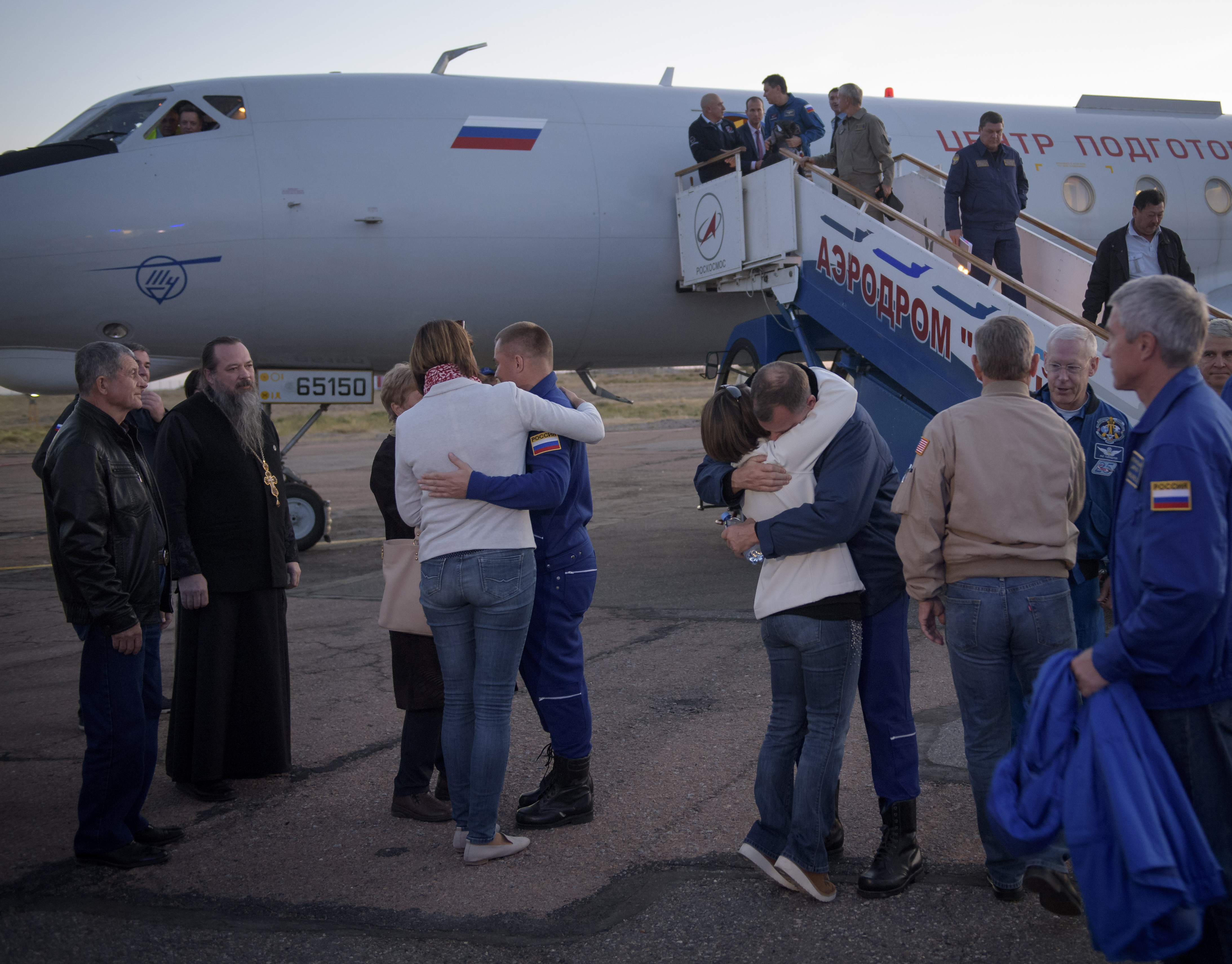
Зустріч членів екіпажу із сім'ями після повернення на Байконур